# 吴养春
吴养春，字百昌，明代徽州府歙县西溪南村人，自祖辈吴守礼从事盐业、木业、典当业，成为“歙邑首富”，吴养春分到的产业包括黄山二千四百亩山林，以及淮扬、天津、仁和等处的盐务。
万历年间，吴养春家三代资助“边饷”白银五十余万两，特赐吴守礼为‘徽仕郎光禄署正’，吴时佐、吴养春、吴养京、吴养都、吴继志、吴希元六人同日封为“中书舍人”。。
天启六年（1626年）黄山案中，吴养春受同宗翰林吴孔嘉诬告霸占黄山，盗卖木植。7月28日，魏忠贤派锦衣卫千户王莅民往徽州捉拿吴养春押解到京，关押诏狱，吴养春父子三人及宗亲二人经受不住镇抚司严刑拷打，皆惨死狱中 。吴养春妻女老母闻讯相继自杀，家破人亡。
工部营缮司主事吕下问、又前往徽州追赃，株蔓残酷。“限月酷追，遍毒徽民”，天启七年（1627年）三月初一日引发徽州民变。于是改派评事许志吉。
崇祯年间，吴养春等家族被罚没的财产予以返还。